# Конн Баках мак Куинн О’Нилл
Конн Баках мак Куинн О’Нилл (ирл. — Conn Bacach mac Cuinn Ó Néill) (ок. 1480—1559) — король Тир Эогайна (1519—1559), 1-й граф Тирон (1542—1558), сын Конна Мора мак Эйнри, короля Тир Эогайна (1483—1493).

## Биография
Сын Конна Мора О’Нила, короля Тир Эогайна (Тайрона) (1483—1493), и леди Элеонор Фицджеральд (ум. 1497). Его отец Конн Мор О’Нил был старшим сыном Эйнри мак Эогайна О’Нила (ум. 1484), короля Тир Эогайна (1455—1483). Элеонор Фицджеральд была дочерью Томаса Фицджеральда, 7-го графа Килдэра (1421—1478). Эйнри О’Нил, отец Конна, был убит в 1493 году своим младшим братом Эйнри Огом О’Нилом, который стал новым королём Тир Эогайна (1493—1498).
В 1519 году после смерти своего сводного брата Арта Ога О’Нила, короля Тир Эогайна (1513—1519), Конн Баках О’Нил унаследовал королевский титул в ирландском королевстве Тир Эогайн и стал главой клана О’Нил.
В 1542 году король Ольстера Конн О’Нил совершил поездку в Англию, где был принят в Гринвиче английским королём Генрихом VIII Тюдором, который летом 1541 года был объявлен парламентом в Дублине королём Ирландии и всех ирландских кланов. 1 октября 1542 года Конн О’Нил принес вассальную присягу на верность английскому королю. Он отказался от своего ирландского королевского титула и имени, а взамен стал пэром Ирландии и получил титул графа Тирона. Конн О’Нил обязался соблюдать английские обычаи и законы, подчиняться законам английского короля, отказаться от римско-католической веры и перейти в англиканство.
После вторжения в 1541 году в Тир Эогайн английского наместника Энтони Сент-Леджера Конн О’Нил в январе 1542 года вынужден был подчинить Англии и выдать наместнику в качестве заложника своего старшего сына Фелима Каоха. Конн О’Нил принял участие в ирландском парламенте в Триме и в Англии перешел в англиканскую веру. Английский король Генрих VIII пожаловал ему титул графа Тирона, а также деньги и ценные подарки. В 1543 году Конн О’Нил стал членом тайного совета Королевства Ирландии и получил земельные владения в Пейле.
Предательство Конна О’Нила, признавшего себя вассалом короля Англии и принявшего от него новый титул, вызвало возмущением его соплеменников и подданных. Последние годы жизни графа Тирона прошли в длительной вражде со своим младшим сыном Шейном О’Нилом (1530—1567). Английский король Генрих VIII, пожаловав Конну О’Нилу титул графа Тирона, передал его старшему внебрачному сыну Мэттью (Фэрдорхе) О’Нилу (1520—1558), титул барона Данганнона с правом наследования графский титул своего отца. Это решение английского короля о назначении внебрачного сына Мэттью наследником Конна О’Нила нарушало ирландский обычай танистри, традицию определения преемника племенного вождя. Отцовство Конна также было сомнительным. Отцом Мэттью до 16 лет считался кузнец из Дандолка, а его мать звали Элисон Келли. Шейн, старший из живых сыновей Конна после гибели своего старшего брата Фелима Каоха в 1542 году, отказывался признавать права незаконнорождённого брата Мэттью. Ожесточенная семейная вражда, в которой английская администрация активно поддерживала Мэтью, закончилась в 1558 году убийством Мэттью агентами Шейна. Примерно через год Конн О’Нил скончался.

## Брак и дети
Конн О’Нилл был дважды женат. Его первой женой была леди Элис Фицджеральд, дочь Джеральда Фицджеральда, 8-го графа Килдэра (1456—1513). От первого брака у него были сыновья Фелим Каох О’Нилл (1517—1542) и Шейн О’Нилл (1520—1558). Вторично Конн О’Нилл женился на Элис О’Нил, дочери Хью О’Нилл из Кландебоя. Его незаконнорождённая дочь Мэри (ум. 1590) стала женой знаменитого шотландско-ирландского магната Сорли Боя Макдоннелла (1505—1590).
Незаконнорождённый сын Конна от Элисон Келли, Мэттью О’Нилл (ок. 1520—1558), 1-й барон Данганнон (1542—1558), стал родоначальником баронов Данганнон и графов Тирон.
Потомки Конна О’Нилла расселились по Ирландии, Шотландии, Европе и Новому Свету.